# Trappola mortale (opera teatrale)
Trappola mortale (Deathtrap) è un'opera teatrale di Ira Levin, andata in scena per la prima volta a Broadway nel 1978.

## Trama

### Primo atto
Prima scena
Sidney Bruhl, ex commediografo di successo che da anni soffre del blocco dello scrittore, riceve per posta una fenomenale opera teatrale scritta da un suo ex studente di un corso di drammaturgia. Il dramma, intitolato Trappola mortale, è talmente bello che Sidney si dichiara pronto a uccidere l'autore per ottenerlo, spacciarlo per proprio e tornare trionfalmente a Broadway. La moglie Myra pensa che stia scherzando, ma si preoccupa quando vede che il marito telefona al giovane drammaturgo e lo invita da loro per dagli qualche consiglio sulla trama. 
Seconda scena
Lo scrittore è il simpatico venticinquenne Clifford Anderson, che appare lusingato dall'invito e dalle attenzioni di una star del calibro di Sidney Bruhl. L'incontro tra i due sembra andare a gonfie vele, ma i continui riferimenti di Sidney a un eventuale omicidio di Clifford spaventano Myra, che decide di restare nella stanza con i due uomini. Per gioco, Sidney fa provare a Clifford le "manette di Houdini", apparentemente dotate di un meccanismo segreto che faccia sì che chi le indossa se ne possa liberare facilmente. Ma le manette non si tolgono e Myra, isterica, ordina al marito di trovare le chiavi e Sinday comincia a cercare tra la sua collezione di armi antiche. Intanto Clifford fantastica ad alta voce sulla trama di una sua futura commedia: uno scrittore sul viale del tramonto è geloso del successo di un suo studente, lo invita a casa sua per dargli dei consigli sul suo lavoro e, approfittando di un momento di distrazione, lo uccide. Myra prova a buttare la cosa sul ridere, ma Sidney prende una garrota e strangola Cliff.
Terza scena
Myra è sconvolta, ma aiuta il marito a seppellire il corpo e annuncia di aver intenzione di divorziare non appena si saranno calmate le acque e non appena Sidney tornerà ad essere ricco grazie ai proventi del furto di Trappola mortale. La conversazione è interrotta dall'arrivo della vicina, la medium olandese Helga ten Dorp. La donna li avverte che percepisce un grave pericolo e descrive loro una sua visione: un giovane uomo aggredirà Sidney e una daga nello studio del drammaturgo verrà usata contro una donna. La visita della buffa olandese alleggerisce la tensione e Sidney e Myra sembrano riconsigliarsi e decidono di andare a letto. Ma prima che possano farlo, Cliff irrompe dalla finestra, infangato e armato di un bastone, e uccide Sidney. Dopo aver finito lo scrittore, Cliff si avvicina minaccioso a Myra, ma la donna viene stroncata da un attacco di cuore prima ancora che il ragazzo la colpisca.
Cliff tasta il polso della donna e, assicuratosi che sia effettiva morta, lo comunica a Sidney. L'uomo si rialza da terra incolume (il bastone era di polistirolo) e i due decidono che Cliff si dovrà nascondere momentaneamente mentre Sidney telefonerà al dottore per comunicargli in apparente stato di panico la morte di Myra.

### Secondo atto
Prima scena
Sono passate due settimane e Cliff e Sidney stanno scrivendo nello studio del padrone di casa. Cliff sostiene che il genere giallo gli sia venuto a noia e ora è impegnato nella stesura di un dramma ambientato in un ambulatorio; il giovane scrittore scrive con facilità, mentre Sidney è ancora ostacolato dal blocco dello scrittore. I due vengono interrotti dall'arrivo di Porter Milgrim, l'avvocato di Sidney. Cliff va a fare la spesa e Porter illustra a Sidney la sua situazione finanziaria: Myra gli ha lasciato più soldi di quanti si aspettasse e solo una minima parte di essa verrà intaccata dalle tasse. Prima di andarsene, Porter rivela a Sidney che Cliff ha chiuso a chiave in un cassetto della scrivania il manoscritto a cui stava lavorando, in modo molto sospetto. Cliff ritorna e si rimette a lavorare, ma Sidney gli sottrae il manoscritto e scopre con orrore che il ragazzo sta in realtà scrivendo una versione teatrale del piano che loro hanno messo in scena per causare l'arresto cardiaco di Myra. Sidney è furioso, ma Cliff lo avverte di non aver intenzione di scrivere il soggetto e che sarebbe meglio per tutti se loro due collaborassero alla stesura. Seppur con quale timore, Sidney accetta la proposta e si offre di scrivere di persona il secondo atto.
Seconda scena
In una notte tempestosa Helga va a trovare Sidney e gli rammenta la sua visione di qualche settimana prima. Sidney è scettico e sostiene che nessun giovanotto l'abbia mai attaccato, ma che effettivamente la moglie è venuta a mancare proprio quella sera; la donna riconosce in Cliff il giovanotto delle sue visioni e mette in guardia il drammaturgo dal ragazzo. Dopo che la sensitiva se n'è andata, Sidney chiede a Clifford di aiutarlo a inscenare una parte del secondo atto, una parte che gli lascia qualche perplessità sull'esecuzione. Chiede a Cliff di prendere una scure dalla collezione di armi e quando il ragazzo lo fa Sidney gli punta contro una pistola: il drammaturgo più esperto ha troppa paura che la Trappola mortale che Cliff sta scrivendo riveli al mondo il loro piano omicida e ha deciso di liberarsi del ragazzo.
Purtroppo per Sidney, Cliff aveva pianificato tutto: non sapendo cosa scrivere nel secondo atto del suo dramma, il ragazzo ha voluto che Sidney scoprisse il soggetto del suo testo, per poi monitorarne le reazioni e renderle la trama della seconda parte di Trappola mortale. Dopo essersi accorto che Sidney stava pianificando di ucciderlo, Cliff ha deciso di togliere i proiettili dalla pistola e di scrivere nel secondo atto di come lo scrittore più anziano avesse tentato di uccidere quello più giovane per evitare che questi scrivesse un dramma sull'accaduto. Disarmato, Sidney viene sottomesso facilmente dal giovane e ammanettato a una sedia. Cliff annuncia anche le sue future intenzioni: non vuole uccidere Sidney, ma finire in pace Trappola mortale, venderlo a un agente e diventare ricco. Il ragazzo sale al piano di sopra per prendere le sue cose e andarsene, Sidney si libera dalla manette (questa volta erano veramente quelle di Houdini), prende una balestra dalla sua collezione e scossa un dardo mortale contro Cliff, che cade dalle scale. Sidney corre al telefono e chiama la polizia per dire che il suo segretario ha tentato di ucciderlo e lui l'ha eliminato per legittima difesa. Ma prima di terminare la chiamata, Cliff usa le sue ultime forze per strapparsi la freccia dal petto e pugnalare a morte Sidney. Entrambi muoiono.
Terza scena
Helga e Porter sono da soli nello studio di Sidney e grazie a suoi poteri paranormali la sensitiva riesce a ricostruire correttamente l'intera vicenda. Porter, drammaturgo in erba, si rende conto che la storia sarebbe perfetta per una commedia e i due discutono su a chi appartengano i diritti della storia. Helga sostiene che siano suoi e Porter, esasperato, prende una daga dalla collezione di Sidney e comincia a inseguire l'olandese per la stanza mentre cala il sipario.

## Il tema dell'omosessualità
La relazione tra Sidney e Clifford è velatamente omosessuale. Per quanto i due personaggi non lo rendano mai esplicito nel dramma, la natura della relazione è evidenziata dal testo: Sidney chiama più volte Cliff "tesoro" e nella seconda scena del secondo atto Cliff dichiara di aver condiviso lo studio e il letto con Sidney. L'adattamento cinematografico ad opera di Sidney Lumet ha reso più esplicita la relazione tra Cliff e Sidney con un controverso bacio di natura romantica tra i due protagonisti (Michael Caine e Christopher Reeve). La relazione omosessuale nel testo è presente, ma secondo le indicazioni dell'autore dovrebbe restare in secondo piano. Nel 2012 il Los Angeles Gay and Lesbian Center si è visto ritirare i diritti per mettere in scena Trappola mortale a causa di un bacio in scena tra i due protagonisti che andava contro le indicazioni dell'autore secondo gli eredi.

## Produzioni principali
Trappola mortale debuttò al Magic Box Theatre di Broadway (New York) il 26 febbraio 1978 e rimase in scena per 1793 repliche prima di chiudere il 13 giugno 1982. La regia era di Robert Moore e facevano parte del cast originale: John Wood (Sidney), Victor Garber (Clifford), Marian Seldes (Myra), Marian Winters (Helga) e Richard Woods (Porter). Marian Seldes fu candidata al Tony Award alla miglior attrice non protagonista in uno spettacolo e andò in scena per tutte le 1793 repliche in cartellone, senza perderne neanche una. Per questo è stata inserita nel Guinness dei primati come attrice più resistente. Allo scadere del contratto di John Wood, il ruolo di Sidney fu interpretato da Stacy Keach, John Cullum, Robert Reed e da Farley Granger. Il dramma non fu solo un successo di pubblico, ma anche di critica e ottenne una nomination al Tony Award al miglior spettacolo.
Trappola mortale è andata in scena al Garrick Theatre di Londra dal 1978 al 1981. Facevano parte del cast originale londinese: Denis Quilley (Sidney), Rosemary McHale (Myra), Philip Sayer (Cliff), Joyce Grant (Helga) e David Healy (Porter). Nel 2010 il regista Matthew Warchus ha diretto un nuovo allestimento londinese, questa volta in scena al Noel Coward Theatre. Facevano parte del cast: Simon Russell Beale (Sidney), Claire Skinner (Myra), Jonathan Groff (Clifford), Estelle Parsons (Helga) e Terry Beaver (Porter).
Nel maggio 2014 Ennio Coltorti ha diretto un allestimento in scena al Teatro Manzoni di Milano con Corrado Tedeschi (Sidney), Ettore Bassi (Cliff), Miriam Mesturino (Myra). Il testo è stato tradotto in italiano da Luigi Lunari. Questa produzione è poi andata in tournée in alcune città italiane.

## Adattamento cinematografico
La Warner Bros. ha realizzato un adattamento cinematografico del dramma, Trappola mortale, prodotto da Burtt Harris e diretto dal Sidney Lumet. I ruoli principali di Sidney e Cliff sono stati interpretati da Michael Caine e Christopher Reeve, Dyan Cannon vestì i panni di Myra, mentre Henry Jones è Porter l'avvocato.